# Martins Rocha
Alé Ahmed, ou Martins Rocha (Kufurnam, Síria, 10 de novembro de 1892 — Três Lagoas, 1979) foi um empresário sírio-brasileiro. Pioneiro da cidade de Três Lagoas, sendo grande proprietário rural, fundador do Jupiá e responsável pelo descobrimento e exploração da maior reserva de argila da América do Sul.
Alé Ahmed chegou ao Brasil em 25 de novembro de 1914, fugindo de conflitos em sua terra natal, a Síria. Assim como muitos imigrantes da época, entrou no país através do Porto de Santos. Na cidade de São Paulo, adotou o nome Martins Rocha de uma família da cidade, mediante pagamento.
Em 1915, Martins Rocha já trabalhava na construção da Estrada de Ferro Noroeste do Brasil e esteve presente na construção da ponte desta sobre o Rio Paraná, a Ponte Francisco de Sá, ligando o estado de São Paulo à novíssima cidade de Três Lagoas, obra terminada no ano de 1926. Deixou-se ficar por ali.
À época da chegada de Martins Rocha à cidade, Três Lagoas se tornava um importante núcleo da imigração síria no Brasil. Trabalhando na Estrada de Ferro Noroeste do Brasil, Martins Rocha logo se tornou figura conhecida na cidade, onde montou sua casa. Também era dono de vários terrenos e outras propriedades, como o hotel Sobrado, primeira construção assobradada da cidade, na intersecção das atuais avenidas Eloy Chaves e Rosário Congro. Por ser figura respeitada e mantenedora da ordem, já tradicional no lugar, em meados da década de 1920 recebeu de Fenelon Müller, irmão de Filinto Müller, grande doação de terras às margens do Rio Sucuriú até o Jupiá, no Rio Paraná, em pagamento por anos de serviços prestados à N.O.B..
Na gigantesca fazenda, Martins Rocha desenvolveu agricultura e pecuária de subsistência, mas, principalmente, utilizou o solo argiloso do local para atividades de olaria, tanto às margens do Rio Sucuriú como do Rio Paraná, no Jupiá. Era o início da exploração da maior reserva de argila da América do Sul, inutilizada quando da construção da Usina hidrelétrica Porto Primavera, considerada o maior desastre ecológico da história do Brasil.
Também no Jupiá, foi responsável pela criação da vila para seus trabalhadores, tendo escola própria e outros prédios de utilidade pública. A comunidade que desenvolveu se tornou a colônia de pescadores que hoje ocupa o Jupiá e que vive à base, também, do turismo, aos pés da Ponte Francisco de Sá, que Martins Rocha ajudou a construir. Mais tarde, no ano de 1941, foi nomeado chefe de polícia da localidade.
Quando da construção da UHE Engenheiro Sousa Dias (Jupiá), na década de 1960, a desapropriação das terras nas proximidades das quedas do Rio Paraná obrigou Martins Rocha a vender grande parte de sua propriedade para a CESP. Já idoso, continuou a desenvolver atividades de olaria nas terras que lhe sobravam.
Seus grandes e pesados tijolos e telhas, com a marca MR, eram um dos símbolos da cidade e estiveram presentes na construção de muitos dos mais antigos prédios de Três Lagoas. Quando faleceu, em 1979, sua olaria e terras foram vendidas por seus descendentes.
De seu casamento com Otília Cristina Borges, deixou vários descendentes, entre eles, Terezinha Rocha, esposa de Joaquim Silva Torres.Nome de todos os filhos, do mais velho para o mais novo: Sahade Ale Amede (in memorian), Alen Hamede Rocha (In memorian), Nasser Hamede Rocha (In memorian), Terezinha, já citada, Tertila Amede Rocha (In memorian), Ibrahim Hamede Rocha (In memorian), Jorge Allen Amede Rocha (In Memorian) e Harmad Hamede Rocha .Por sua influência e pelo sucesso de sua olaria, Três Lagoas é hoje a maior fabricante de peças de cerâmica do Brasil. Em sua homenagem, uma avenida que liga a cidade à vila de Jupiá foi batizada com seu nome, assim como um Centro de Saúde.